# زنده‌به‌گور (مجموعه‌داستان)
زنده‌به‌گور مجموعه داستانی از صادق هدایت است که نخستین بار در سال ۱۳۰۹ در تهران و توسط چاپ‌خانهٔ فردوسی منتشر شده است. 
این کتاب شامل ۹ داستان کوتاه است. نام کتاب از نخستین داستان این مجموعه به همین‌ نام گرفته شده است.

## داستان‌ها
| نام داستان   | تاریخ نگارش     | مکان نگارش |
| ------------ | --------------- | ---------- |
| زنده‌به‌گور    | ۱۱ اسفند ۱۳۰۸   | پاریس      |
| حاجی مراد    | ۴ تیر ۱۳۰۹      | پاریس      |
| اسیر فرانسوی | ۲۱ فروردین ۱۳۰۹ | پاریس      |
| داود گوژپشت  | ۱۶ شهریور ۱۳۰۹  | تهران      |
| مادلن        | ۱۵ دی ۱۳۰۸      | پاریس      |
| آتش‌پرست      | ۱۵ مرداد ۱۳۰۹   | تهران      |
| آبجی خانم    | ۳۰ شهریور ۱۳۰۹  | تهران      |
| مرده‌خورها    | ۱۲ آبان ۱۳۰۹    | تهران      |
| آب زندگی     | ۱۲ آبان ۱۳۰۹    | تهران      |

## ترجمه
زنده به گور توسط برایان اسپونر با عنوان "Buried Alive" به انگلیسی ترجمه شد. همچنین توسط کارتر بریانت ترجمه شد. این کتاب توسط خاچیک خاچر به زبان ارمنی و توسط درایه درخشش به فرانسوی ترجمه گشت. گردآوری دو زبانه داستان‌های کوتاه هدایت توسط گیوسئوب شین به زبان کره‌ای ترجمه و در دو جلد منتشر شد.